# オンリー・ザ・ブレイブ (映画)
『オンリー・ザ・ブレイブ』（Only the Brave）は、2017年のアメリカ合衆国の伝記映画。
監督はジョセフ・コシンスキー、出演はジョシュ・ブローリンとマイルズ・テラーなど。
2013年にアメリカのアリゾナ州で発生した巨大山火事「ヤーネルヒル火災」に立ち向かった精鋭消防部隊、グラナイト・マウンテン・ホットショッツの実話を基に描く。

## ストーリー
2013年、米国の南西部は長期の干ばつに見舞われ、多数の山火事が発生。消防隊と救助隊の指揮官であるエリック・マーシュは、山火事に対応する。隊員は地方自治体の消防士として出動し、エリックは火事が近くの近所にせまると予測しているが、カリフォルニアの精鋭部隊の隊員はこれを無視。火事は近所を破壊し、最終的に燃え尽くした。
エリックは、彼の隊員が認定されたホットショット隊になりたいという彼の願望について、消防長のデュエインに話す。デュエインは、国内の他の地方自治体の隊員はその地位を持っておらず、彼らはより長い労働シーズンにコミットしなければならないと警告する。これは、エリックの妻・アマンダを苛立たせる。アマンダは、時間の約束がエリックが家族を始めたがらないようにする方法に憤慨している。
一方、21歳のブレンダン・マクドノーは、薬物を乱用し、失業している。彼の元ガールフレンドのナタリーは妊娠するが、彼女は彼が無責任すぎて彼女の周りにいることができないと感じる。ブレンダンが物を盗もうとしたとして逮捕された後、母親は彼を家から追い出す。彼の娘が生まれたことでブレンダンは更生して彼女と暮らそうと考える。彼はエリックと面接し、エリックは何人かの隊員の反対にもかかわらず彼を雇う。
隊員たちは一生懸命訓練をし、昇格のためのテストで山火事に見事鎮火した。彼らはテストに合格、正式にホットショットに昇格した。ナタリーはブレンダンを受け入れ始め、娘と一緒に時間を過ごす。
隊員は、歴史的なネズの木を救うことを含め、いくつかの火事と戦う。その過程で、ブレンダンは野生のガラガラヘビに噛まれ、病院に入院。ブレンダンが回復するにつれて、彼の母親は彼が娘のために彼のキャリアを再考するべきであると提案。ブレンダンは後にエリックにまちの消防隊への異動を希望した。ブレンダンの過去の過ちのため異動はほぼ不可能で、彼の薬物乱用はホットショットで働いていないと再発するとエリックは強く反対した。回復中の常習者であるエリックは、ブレンダンの異動志願に対する彼の態度と、家族をつくることに抵抗があることについてアマンダと議論する。エリックはデュエインと心からの話し合いをし、ブレンダンに謝罪し、家に帰ってアマンダに家族をつくる準備ができていると言う。
ホットショットの隊員は、ヤーネル近くの次の山火事に対応する。同じ頃、エリックはジェシーに彼を後任の指揮官として辞任することを伝えた。さらに、エリックはブレンダンに、家族とより多くの時間を過ごすことができるように、彼が異動するのを手伝うと言う。隊員は火を寄せ付けないように反撃を試みるが、航空消防隊の散水飛行艇が火の壁に水を落としたため、計画は失敗。エリックは移転する必要があり、ブレンダンに高台を探して見張り役を務めるように命じた。風が強まり始めると、ブレンダンは別の乗組員によって回収され、彼らの移動基地に運ばれる。ホットショットが安全なゾーンに到達すると、火は彼らの道を進み、残りのすべての脱出経路をブロック。予想以上の猛スピードとド級の規模で向かって来る火災は摂氏2,000度にも達し、隊員は囲まれ逃げ場を失う。唯一の望みである散水飛行艇が来たが、現場は煙に巻かれ上空からは隊の姿が見えず、散水はされないまま飛行艇は通り過ぎてしまう。もはや隊員に残された選択は、防火テントに身を包み、炎が通過するまで神に祈って耐える以外にないのだ。いざと言う時用の防火テントだが、薄く軽い1枚のシートで、竜巻のような炎に耐えられるのか。
数時間後、火災は山のすべてを焼き尽くし鎮火していた。航空レスキュー部隊の隊員がヘリコプターでホットショットがあった場所に到着。しかしそこには防火テントの残骸と、その下には装備や衣服、そして隊員の身体と思われる灰があるだけだった。全員、焼き尽くされてしまったのだ。
知らせを聞いた遺族たちは激しく動揺しながらも、「1人だけ生存者が居る」との情報に一縷の希望を抱き、中学校の体育館に集められる。そこに、隊と別行動を取った事で生き延びていたブレンダンが体育館を訪れる。しかしそれは、他の遺族からすれば「自分の家族は死んだ」と言う宣告だった。自分の姿に遺族たちが絶望し、次々に崩れ落ちるのを目の当たりにし、いたたまれず逃げ出すブレンダン。追いかけて来たアマンダに「自分が死ぬべきだった」と泣き崩れるが、アマンダは「貴方が無事で良かった。エリックもそう思ってる」と励ます。
3年後、ブレンダンは彼の乗組員が彼の側で彼の娘と一緒に保存したネズの木を訪問する。

## キャスト
※括弧内は日本語吹替
- エリック・マーシュ - ジョシュ・ブローリン（咲野俊介）

森林消防隊の指揮官。
- ブレンダン・マクドナウ（ドーナツ） - マイルズ・テラー（興津和幸）

自堕落な生活を送っていた男。
- デュエイン・スタインブリンク - ジェフ・ブリッジス（楠見尚己）

エリックの親友。
- ジェシー・スティード - ジェームズ・バッジ・デール（小松史法）

副官。
- クリストファー・マッケンジー（マック） - テイラー・キッチュ（佐々木啓夫）

看護師に夢中になっている。
- アマンダ・マーシュ - ジェニファー・コネリー（斎藤恵理）

ブレンダンの元恋人。
- マーヴェル・スタインブリンク - アンディ・マクダウェル
- トラヴィス・ターバイフィル - ジェフ・スタルツ
- アンドリュー・アシュクラフト - アレックス・ラッセル
- スコット・ノリス - サッド・ラッキンビル
- ウェイド・パーカー - ベン・ハーディ
- クレイトン・ホワイテッド - スコット・ヘイズ
- アンソニー・ローズ - ジェイク・ピッキング（英語版）
- その他の日本語吹き替え‐野瀬育二/手塚ヒロミチ/こばたけまさふみ/菊池康弘/高橋大輔/陣谷遥/露崎亘/蓮岳大/島田岳洋/堀総士郎/高梨愛/岸本百恵/壹岐紹未/竹内恵美子

## 評価
本作は批評家から好意的に評価されている。映画批評集積サイトのRotten Tomatoesには148件のレビューがあり、批評家支持率は87％、平均点は10点満点で7.1点となっている。